# 오스트하펜역
오스트하펜역(U-Bahnhof Osthafen)은 베를린 프리드리히스하인크로이츠베르크구 프리드리히스하인에 있었던 현재 U1/U3 노선상의 역이었다. 개통 당시부터 1924년까지의 명칭은 슈트랄라우어 토어(Stralauer T(h)or)역이었다. 슈프레강을 건너는 오버바움교의 북동쪽에 위치해 있었으며, 슐레지셰스 토어역과 바르샤우어 브뤼케역 사이에 위치해 있었다. 연합군에 의한 베를린 폭격으로 역이 완전히 파괴되었으며, 이후에 다시 건설되지 않았다.

## 역사
1896년 9월 10일 베를린 지하철이 첫 삽을 뜬 후, 1902년 2월 18일 개통하기 전까지 슈트랄라우어 토어-포츠다머 플라츠 구간 건설 공사는 상대적으로 빠르게 진행되었다. 동시기에 건설된 오토 슈탄(Otto Stahn)이 설계한 오버바움교에 바로 인접해 있었다. 역사 설계는 파울 비티히(Paul Wittig)가 담당했으며, 공사는 1898년부터 1900년까지 진행되었다. 역사 외부 설계는 별도의 건축가가 아닌 지멘스의 자체 설계국에서 담당했으며, 프린첸슈트라세역 및 괴를리츠역의 설계를 참조했다. 개통 당시에는 상대식 승강장이 설치되어 있었으며, 6량 열차가 정차할 수 있는 길이 73 m, 너비 3.5 m로 설계되었다. 승강장은 노면에서 7.5 m 위에 설치되어 있었다. 지상의 좁은 도로 부지 때문에 교통섬으로 출구가 연결되었으며, 프린첸슈트라세역과 유사한 구조로 승강장과 연결되었다.
1901년 독일어 철자법 개정 당시 역 이름이 Stralauer Thor에서 Stralauer Tor로 변경되었다. 1924년 9월 15일에는 근처에 있었던 베를린 동항(Osthafen)의 이름을 따서 오스트하펜역으로 개칭되었다.
1945년 3월 10일 연합군의 베를린 폭격으로 역이 완전히 파괴되었다. 1945년 10월 14일부터 바르샤우어 브뤼케-슐레지셰스 토어 구간의 열차 운행이 단선으로 복구되었을 때, BVG에서는 오스트하펜역과 바르샤우어 브뤼케역 간의 짧은 역간거리 때문에 역을 복구하지 않기로 결정했다. 현재 남아 있는 흔적은 고가 철도의 지지대와 역사 옹벽 뿐이다. 베를린에서 전쟁으로 파괴되었으나 복구되지 않은 유일한 역이다.